# Rodeleros

Spanische Reiterei mit Rodela (rechts im Bild) einer zeitgenössischen Darstellung des Codex Florentinus

Rodela bedeutet auf Spanisch Rundschild. Die hiermit bewaffneten Soldaten nannte man Rodeleros. Sie waren mit einhändigen Schwertern und abgerundeten Schilden ausgerüstet die einen Durchmesser von etwa 60 cm hatten. Die „Rodelas“ waren meistens aus Stahl gefertigt, jedoch gab es auch Varianten, die aus Holz hergestellt, in Eisen gespannt und mit Tierhäuten überzogen wurden. Speziell gegen Pikeniere und Hellebardieren waren die Rodeleros sehr effektiv, da sie mühelos den dichtgedrängten Stangenwaffen ausweichen konnten, unter die feindlichen Waffen abtauchten und die Formationen von innen heraus aufbrachen.
Als Hernán Cortés im Jahre 1506 die Neue Welt erreichte, wurde er von 1.300 Soldaten begleitet. 1.000 von ihnen waren Rodeleros. Ihr Vorteil war, dass sie vielseitige und anpassungsfähige Soldaten waren, da sie sowohl den Nahkampf auf engen Schiffdecks als auch die Guerillataktiken der einheimischen Gegner beherrschten.